# Ribeiroia ondatrae

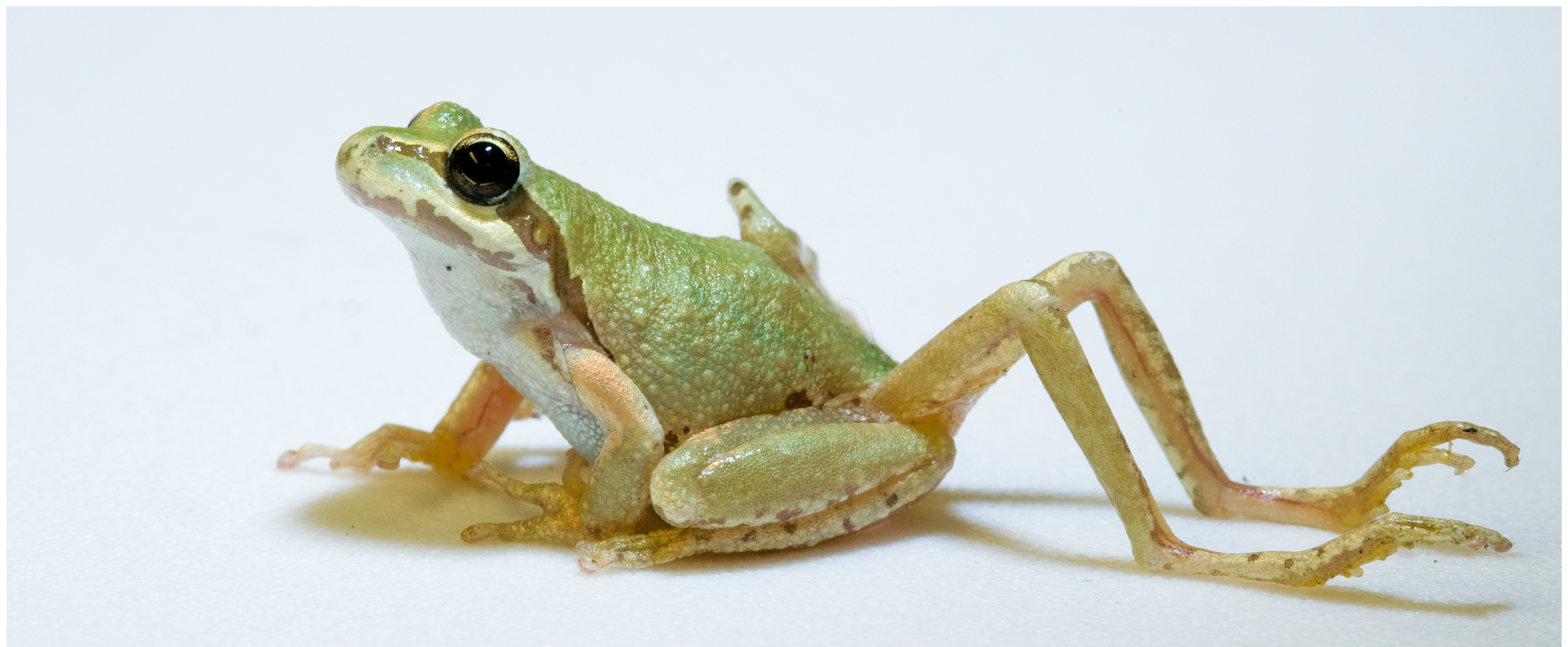
Parazita (Ribeiroia ondatrae) által indukált végtag-rendellenesség Pseudacris regilla békánál

A Ribeiroia ondatrae a Ribeiroia nemzetségbe tartozó parazita faj, mely vélhetően a kétéltűek végtag-rendellenességeiért felelős, különösen a hiányzó, torz vagy számon felüli lábakért.
A 2000-es évek elején végzett tanulmányok szerint a R. ondatrae parazitával fertőzött területeken gyakoribbak voltak a végtag-rendellenességek, mint azokon a területeken, ahol ez a parazita nem volt jelen. Az eredmények a tanulmányozott fajok között különböztek, például: a Pseudacris regilla, Rana aurora és Taricha torosa kétéltű fajok körében a rendellenségek gyakorisága magas volt. 
A deformációk pontos mechanizmusa még ismeretlen, de feltételezhető, hogy a deformációkat a kétéltűek lárvális állapotában, a végtagbimbó kialakulásáért felelős sejtek mechanikai szétválása okozza.

## Életciklus
A R. ondatrae parazita első köztigazdái a tányércsigák (Planorbidae), második közti gazdái pedig a halak és a kétéltű lárvák, ide értve a békák (Anura) és a farkos kétéltűek (Caudata) lárváit is. A kétéltűekben a cerkáriákat azok a végtagbimbó régiók vonzzák leginkább, ahol a hátsó végtagok indulnak fejlődésnek. Ennek eredményeként a metacerkáriák nagy számban a hátsó végtagok kiindulásánál encisztálódnak. A végleges gazdák olyan ragadozók, mint például a sólymok, héják, kócsagok, gémek, récék és borzok.

## Transzmissziót fokozó tényezők
A R. ondatrae fertőzések gyakoriságának fontos tényezője a vizek tápanyag gazdagsága (eutrofizáció). Például a foszfátban gazdag trágya jelenléte előrejelzi a R. ondatrae denzitását a kétéltűekben. További példa: az atrazin tartalmú gyomirtó szerek igazoltan gyengítették a kétéltűek immunrendszerét, és ez hajlamosabbá tette őket a R. ondatrae fertőzésre, ezáltal kitettebbé váltak a ragadozóik számára. 

## Fertőzés helye
Habár a R. ondatrae által előidézett deformációk mechanizmusa nem ismert, egyértelműnek tűnik, hogy a fertőzés a test mely területire koncentrálódik. Az eddigi tanulmányok alapján R. ondatrae parazitával fertőzött békákon és varangyokon észlelhető deformitások leggyakrabban a hátsó végtagokat érintik. Habár a R. ondatrae cerkáriáknak való kitettség mértéke meghatározza, hogy hol alakul ki a deformáció. Például egy mérsékelt R. ondatrae kitettség hatással lehet a mellső lábakra is, de egy súlyos parazitaterhelés csak a hátsó végtagokon okoz deformitást. 

## Fertőzésnek kitett fajok
Lithobates clamitans

Pseudacris regilla

Lithobates pipiens

Ambystoma macrodactylum

Taricha torosa

Anaxyrus boreas

Rana aurora

Rana luteiventris

Lithobates sylvaticus

## Fordítás
- Ez a szócikk részben vagy egészben  a   Ribeiroia ondatrae című angol Wikipédia-szócikk fordításán alapul.  Az eredeti cikk szerkesztőit annak laptörténete sorolja fel. Ez a jelzés csupán a megfogalmazás eredetét és a szerzői jogokat jelzi, nem szolgál a cikkben szereplő információk forrásmegjelöléseként.